# 2,4-dimetilheptano
El 2,4-dimetilheptano es un alcano de cadena ramificada con fórmula molecular C9H20.